# Spalacopsis suffusa
Spalacopsis suffusa är en skalbaggsart som beskrevs av Newman 1842. Spalacopsis suffusa ingår i släktet Spalacopsis och familjen långhorningar. Inga underarter finns listade i Catalogue of Life.